# Косотур
Косотур — гора и одноимённый памятник природы в центре города Златоуста, Челябинская область, Россия, на правом берегу реки Ай. Со всех сторон окружён городской застройкой.

## География

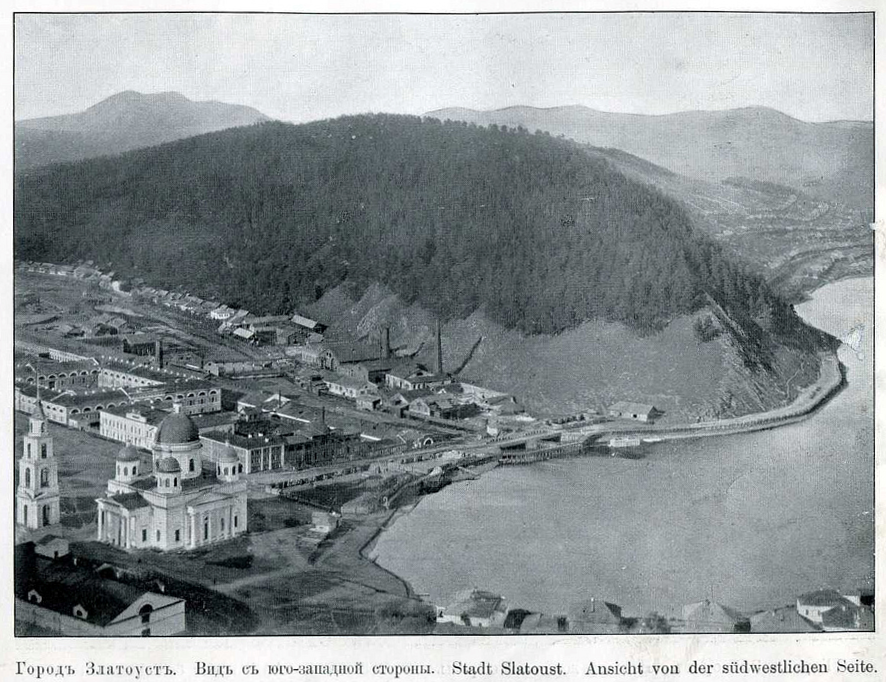
Гора Косотур, вид с горы Бутыловка. На дальнем плане вершины Таганая, справа заводской пруд и железнодорожный посёлок, слева Свято-Троицкий собор, оружейная фабрика. 1900 г.

Высота горы Косотур 634 м, по другим сведениям — 586 метров.

## История
В 1909 году гору Косотур снимал пионер цветной фотографии С. М. Прокудин-Горский, получивший от императора Николая II задание запечатлеть всевозможные стороны жизни Российской империи.

## Топонимика
Башкиры называли гору — Тунгурдак — «каменистая неровная дорога»). Топоним Косотур, по одной из версий, может восходить к иранским языкам (сравните, например, осетинское дор, дур — «камень»).